# Hana Ponická
Hana Ponická (ur. 15 lipca 1922, Halič; zm. 21 sierpnia 2007, Bańska Bystrzyca) – słowacka pisarka, publicystka i tłumaczka.

## Elementy biografii
Po maturze (1940) studiowała medycynę, ale studiów nie ukończyła. Brała udział w słowackim powstaniu narodowym. W latach 1948–1950 mieszkała z mężem, poetą Štefanem Žárym, w Rzymie. Po powrocie do ojczyzny pracowała jako redaktorka. W latach 1968–1972 redagowała pismo „Smena na nedeľu”, ale zwolniono ją z pracy za protesty przeciwko inwazji wojsk Układu Warszawskiego w 1968. Była jednym z nielicznych słowackich sygnatariuszy Karty 77. W 1981 stała się jej rzeczniczką. W 1988 była sądzona za wspomnienia o roku 1968. W okresie tzw. normalizacji miała całkowity zakaz druku. Jej Zapiski lukavickie, proza o charakterze autobiograficzno-dokumentalnym, wyszły w wydawnictwie emigracyjnym ('68 Publishers, Toronto).
W 1996 została odznaczona Medalem Za zasługi I stopnia.

## Twórczość

### Utwory dla dorosłych
- 1959 – Ábelovský dom
- 1964 – Prísť, odísť, opowiadania
- 1968 – Bosými nohami, opowiadania
- 1974 – Janko Novák
- 1989 – Lukavické zápisky
- 1990 – Milan Rastislav Štefánik

### Utwory dla dzieci
- 1953 – Slávikove husličky
- 1961 – O Štoplíkovi
- 1968 – Svietiaca ryba
- 1955 – Halúzky
- 1955 – Medvedí rok
- 1961 – Zimná rozprávka
- 1961 – Malí mičurinci
- 1972 – O parádnici lienke
- 1991 – O Štoplíkovi, kým do školy nechodil
- 1991 – Ako Štoplík do školy chodil-nechodil

### Scenariusz
- 1976 – Zlatá réva (film pod tym samym tytułem, reż. Ľ, Filan, 1977)

## Działalność translatorska
Tłumaczyła na język słowacki z włoskiego, francuskiego, węgierskiego i niemieckiego.

## Odznaczenia
W roku 2002 prezydent Rudolf Schuster odznaczył ją Orderem Ľudovíta Štúra I kategorii.

## Recepcja polska
W Polsce jest niemal nieznana. Jedynie Leszek Engelking przetłumaczył fragment Zapisków lukavickich, przekład ten ukazał się na łamach „Literatury na Świecie” (1991, nr 3).